# سرو سارجنت
سرو سارجنت (نام علمی: Cupressus sargentii) نام یک گونه از سرده سرو است.